# Heinz Herzer
Heinz (Heinrich) Herzer (* 6. März 1934 in Berlin; † 24. Juli 2006 in München) war ein deutscher Antikenhändler und Galerist.

## Leben
Heinz Herzer war seit den 1960er Jahren ein Antikenhändler mit Schwerpunkt auf altägyptischer und klassisch-antiker (griechisch-römischer) Kunst und seit den 1980er Jahren auch Galerist. Zusammen mit Volker Kinnius betrieb er eine Galerie mit Ausstellungen aktueller moderner Kunst, insbesondere Skulpturen. Den Werken moderner Bildhauer stellte er manchmal antike Skulpturen gegenüber.
Der Antikenhandel Heinz Herzer war zunächst in der St.- Anna-Straße in München ansässig, von wo aus er ein internationales Netzwerk zu Sammlern und Museen aufbaute.
1971 bezog er Ausstellungsräume am Promenadeplatz in München und nannte sein Geschäft zunächst Antiken H. Herzer & Co (später umbenannt in Galerie am Promenadeplatz ab 1979 bis 1983 und danach in Galerie Heinz Herzer 1983 bis 2000) und stellte nun auch internationale Gegenwartskunst aus. Privat wohnte Heinz Herzer an seiner alten Adresse in der St.-Anna-Straße.
Bis 1983 Jahre war Volker Kinnius Teilhaber der Galerie. Dann verließ Volker Kinnius Heinz Herzer und bekam seinen Anteil an der Galerie ausbezahlt. In dem autobiographischen Roman Bildnis eines Unsichtbaren von Hans Pleschinski wird diese Zeit in den 1970er und 1980er Jahren beschrieben. Im Roman heißt Heinz Herzer Raoul Potosi.
Heinz Herzer stellte weiterhin moderne und antike Kunst am Promenadeplatz aus, zog dann aber in die Gabelsbergerstraße 17 in München (Galerie Heinz Herzer). Er setzte wichtige Akzente im Münchner Kunstleben, etwa mit der Präsentation von Arbeiten des amerikanischen Land-Art-Künstlers Michael Heizer, der hier 1977 erstmals in Europa in größerem Zusammenhang gezeigt wurde und von dem das Lenbachhaus in den 1980er Jahren eine bedeutende Werkgruppe erwarb, oder mit der Herausgabe der Zeitschrift Neue Kunst in München (Hrsg.: Heinz Herzer/Naila Kunigk/Walter Storms/Rupert Walser).
Ein Jahr nach seinem Tod wurden die persönliche Kunstsammlung Heinz Herzers und der Bestand der Galerie in einer Auktion im November 2007 im Auktionshaus Neumeister in München versteigert. Das Auktionshaus Neumeister hat damals (bis 2012) auch die Galerieräume von Heinz Herzer übernommen.

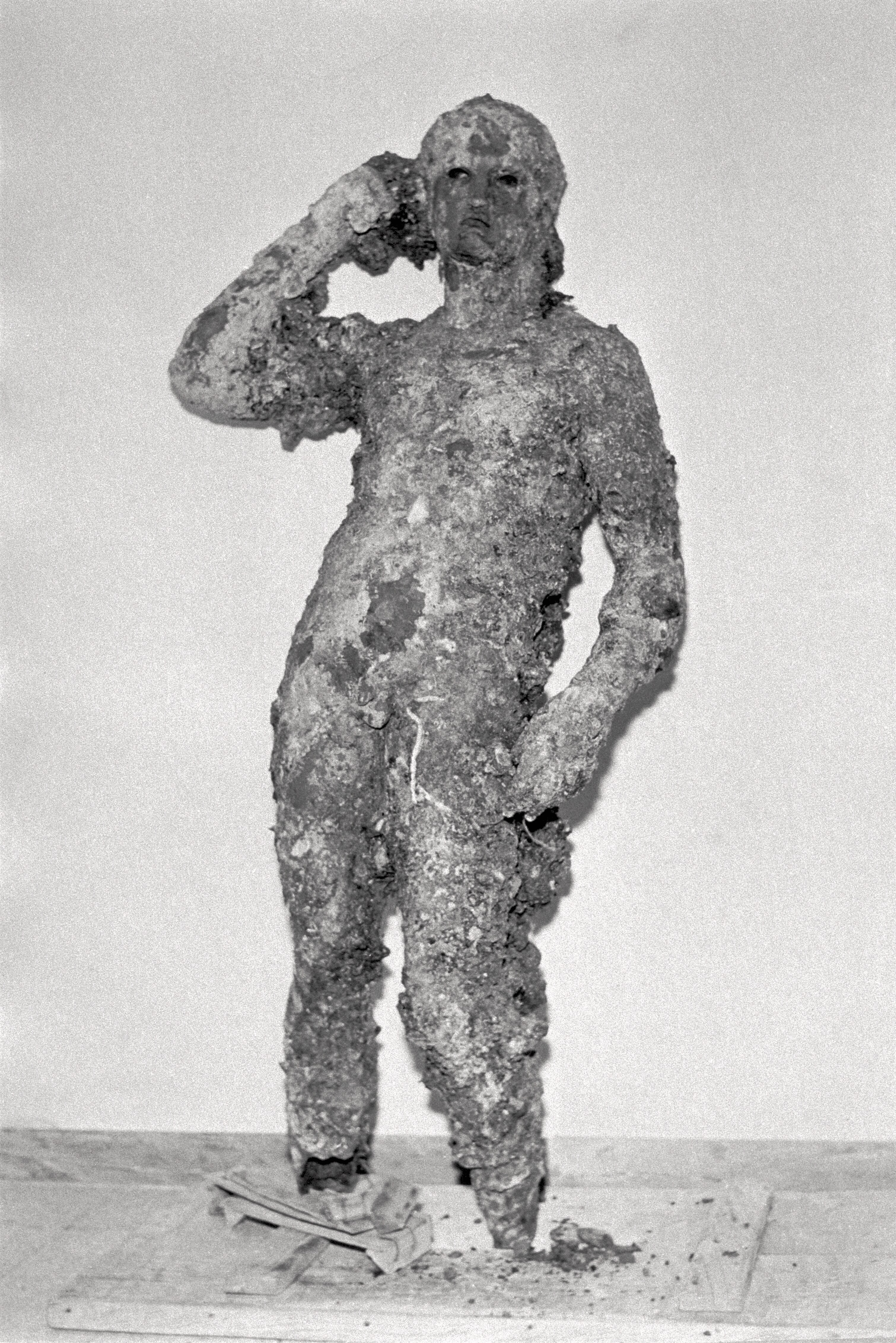
Statue eines siegreichen Jünglings –Getty Museum (Zustand vor der Restaurierung)

Statue eines siegreichen Jünglings –Getty Museum

Der Nachlass mit der Geschäftskorrespondenz des Antikenhandels Heinz Herzer befindet sich im Stadtarchiv der Landeshauptstadt München. Im Zentralarchiv des internationalen Kunsthandels (ZADIK) in Köln ist die Korrespondenz der Galerie am Promenadeplatz und der Galerie Heinz Herzer archiviert.
Heinz Herzer hat zahlreiche antike Kunstwerke an Museen verkauft, die sich auf die Kunst des Altertums spezialisiert haben, insbesondere an das Ägyptische Museum in München und das J. Paul Getty Museum in Kalifornien. Das bedeutendste Objekt war die Statue eines siegreichen Jünglings, die heute The Getty Bronze genannt wird (auch Atleta di Fano, oder Lisippo di Fano).

### Die Getty Bronze
1977 verkaufte Heinz Herzer an das J. Paul Getty Museum die Statue eines siegreichen Jünglings (Bronze, Höhe 151,5 cm, Griechenland, letztes Viertel des 4. Jh. v. Chr., vermutlich von einem Schüler des Lysipp). Es handelt sich um die Darstellung eines jungen Athleten, der als „Victorious Youth“ oder „Atleta di Fano“ bezeichnet wird. Die Statue zeigt einen jungen Mann, der gerade einen sportlichen Wettkampf gewonnen hat. Die Bronze wurde am 14. August 1964 zufällig von einem italienischen Fischerboot vor der Küste von Fano gefunden. In Hans Pleschinskis Roman Bildnis eines Unsichtbaren wird beschrieben, wie Heinz Herzer und Volker Kinnius die von Muscheln und Algen überwachsene Bronzeskulptur nach zweitausendjähriger Lagerung auf dem Meeresgrund des Mittelmeers hinter Panzerglas in einer luftdichten Vitrine aufbewahrten, um sie dann drei Monate lang von einem Restaurator von den Verkrustungen befreien und reinigen zu lassen. Das Getty Museum zahlte den damaligen Rekordpreis für eine antike Skulptur von fast 4 Millionen US-Dollar.

## Auszeichnung
Heinz Herzer wurde 2003 mit der Medaille „München leuchtet – Den Freundinnen und Freunden Münchens“ in Silber geehrt. Ihm seien wesentliche strukturelle Verbesserungen der Kunst- und Galerienszene in München zu verdanken.

## Ausstellungen (Auswahl)
Galerie am Promenadeplatz
- Jai Young Park. 4. Februar bis 5. März 1983
- Artur Stoll – Arbeiten auf Papier 1981/82. 1. Oktober – 7. November 1982
- Bernd Gaitzsch (1954 – 1980). 14. Januar – 13. Februar 1982
- Gerald Domenig. 27. Mai – 26. Juni 1982
- Hans Baschang – Zeichnungen 1981/82. 2. April – 7. Mai 1982
- Kurt Benning – neue Arbeiten. 19. Februar – 20. März 1982
- Artur Stoll – neue Malerei. 3. April – 9. Mai 1981
- Dieter Krieg – Bilder von 1981. 13. November – 12. Dezember 1981
- Hermann Kleinknecht – Foto 'Portraits'. 26. Juni – 1. August 1981
- Artur Stoll – neue Arbeiten. Malerei, Plastik, Zeichnung. 18. Januar – 1. März 1980
- Christian Hanussek – Malerei und Film. 9. Mai – 14. Juni 1980
- Hans Baschang – neue Zeichnungen. 28. November 1980 – 10. Januar 1981
- Hermann Kleinknecht – neue Plastiken. 19. September – 18. Oktober 1980
- Kurt Benning. 4 – Fotografie. 29. Oktober – 22. November 1980
- Otto Boll – plastische Arbeiten. 27. Juni – 2. August 1980
- Dieter Krieg – Bilder. Vom 21. Juni bis 30. Juli 1979
- Dieter Krieg – Neue Bilder von 1979. 4. Oktober – 10. November 1979
- Kurt Benning. 3 – Bilder. 23. November 1979 – 5. Januar 1980
- Nicole van den Plas – Zeichnungen, Malerei. 10. Mai 1979. Vom 11. Mai bis 13. Juni 1979
- Artur Stoll – Zeichnungen 1969–1978. 17. November bis 16. Dezember 1978

Galerie Heinz Herzer
- Galerie Heinz Herzer; Wetterau-Museum Friedberg, Hessen: Mojé Assefjah. Ausstellung der Galerie Heinz Herzer München, vom 25. November bis 23. Dezember 2000, Ausstellung des Kunstvereins Friedberg im Wetterau-Museum, Friedberg, Hessen vom 29. Oktober bis 19. November 2000
- Artur Stoll – Bilder 1984-85. 24. Mai – 29. Juni 1985
- Christian Hanussek – Zeichnungen. 20. September – 19. Oktober 1985
- Otto Boll – Skulpturen. 31. Oktober bis 30. November 1985
- Jai Young Park. 7. November bis 4. Dezember 1984, 1984
- Artur Stoll. 18. November – 23. Dezember 1983
- Kurt Benning. 7. Oktober – 12. November 1983.

## Schriften
- Heinz Herzer (Bearb.) und Sylvia Schoske: Ägyptische und moderne Skulptur. Aufbruch und Dauer. [Ausstellung im Museum Morsbroich, Städtisches Museum Leverkusen, Schloss Morsbroich, 24. Januar – 31. März 1986 und in der Kunsthalle der Hypo-Kulturstiftung München, 18. April – 22. Juni 1986] Ausstellungskatalog. München 1986.
- Heinz Herzer; Institut für moderne Kunst Nürnberg (Hrsg.): Ernst Hermanns. Plastische Arbeiten mit Werkverzeichnis 1946–1982. Zirndorf 1982.